# Interstate 410
Pour les articles homonymes, voir Route 410.
L'Interstate 410 (abrégée I-410 et familièrement appelée Loop 410) est une route qui forme une boucle autour de la ville de San Antonio. Elle est identifiée comme la Connally Loop en honneur de l'ancien gouverneur du Texas John Connally.

## Description du tracé

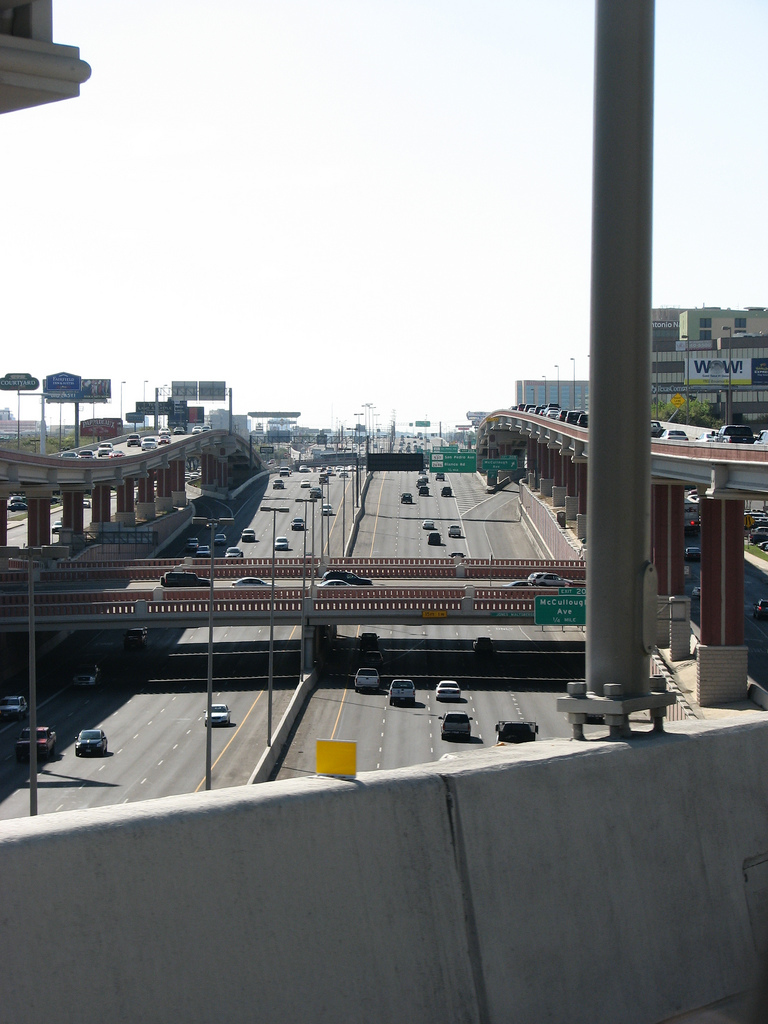
L'410 près de l'échangeur avec la US 281 à San Antonio.

L'I-410 encercle la ville de San Antonio, commençant et se terminant officiellement à la jonction avec l'I-35 du côté sud-ouest de la boucle. Il y a de larges différences entre l'arc nord et l'arc sud de la boucle. La portion nord dessert des zones très densément peuplées de San Antonio et est présentement en train d'être améliorée pour compter jusqu'à 5 voies par direction. La portion sud ressemble davantage à une Interstate rurale traversant sur sa majeure partie des secteurs non-développés de la ville. L'-410 croise l'I-10 à deux reprises, l'I-35 à deux reprises, l'I-37 une fois ainsi que la US 90, la US 281 et la SH 151. L'I-410 dessert l'aéroport international de San Antonio, la base de Lackland, Fort Sam Houston, le South Texas Medical Center, la Southwest Research Institute et la Toyota Motor Manufacturing Texas.

## Histoire

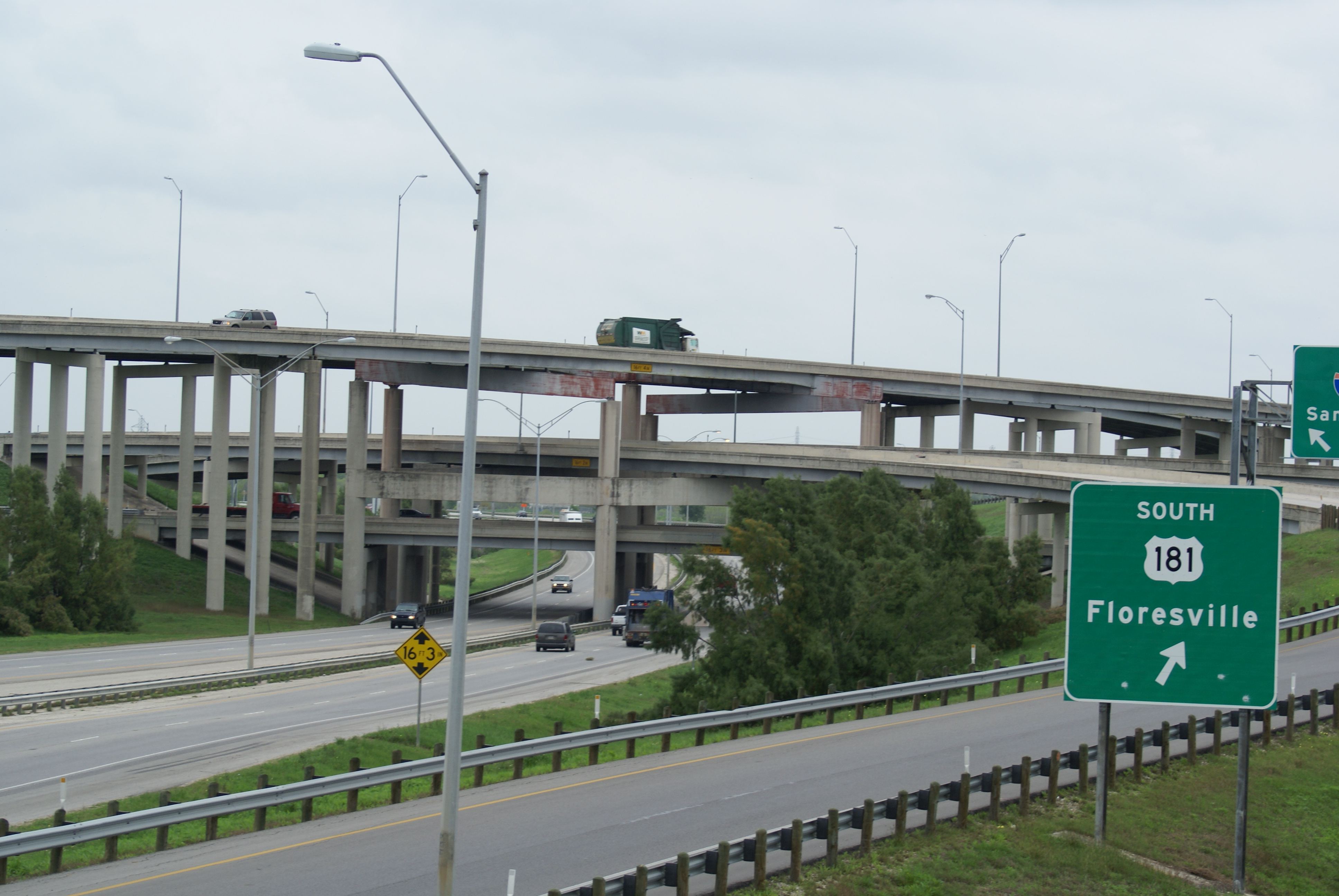
Échangeur de l'I-410 avec l'I-37 du côté sud-est de San Antonio.

Comme la plupart des villes du Texas, San Antonio était desservie par une boucle autour de la ville bien avant l'arrivée du système d'Interstate. C'est la Loop 13 qui occupait ce rôle jusque dans les années 1950 lorsque la majorité des autoroutes de la ville furent construites. La portion nord de la Loop 13 constitue pour l'essentiel la portion nord de l'I-410 alors que la moitié sud existe toujours. L'essentiel du projet a été proposé et réalisé dans les années 1950. C'est en octobre 1960 que la portion entre l'I-10 et l'I-35 a été désignée comme I-410. En 1961, l'autoroute était complétée de l'I-35 jusqu'à l'est de la US 281, tout près de l'aéroport. C'est en 1964 que l'arc sud a été prolongé vers l'est de l'I-35 à Roosevelt Avenue. En 1967, l'arc est était achevé selon les standards autoroutiers et la portion restante a été mise aux normes plus tard. Ce sera en juillet 1969 que toute la boucle portera le titre d'I-410.
Avec la croissance de la ville, la portion nord a nécessité des agrandissements. Dans les années 1970/1980, le segment est passé à six voies entre Ingram et l'I-35. En 1987, c'est la portion entre Ingram et Valley Hi Road qui a nécessité l'ajout de voies. Une voie additionnelle en direction ouest a dû être ajoutée entre l'I-10 et Babcock Road en 1996.
L'I-410 a été élargie dans les années 1990 jusqu'aux années 2010 sur tout l'arc nord, et maintenant cinq voies dans chaque direction composent la portion nord de la boucle. 

## Liste des sorties
| Interstate 10 |                  |       |       |        |                                                                                     | |
| Comté         | Municipalité     | mi    | km    | Sortie | Intersections / Destinations                                                        | Notes |
| Bexar         | San Antonio      | 0,75  | 1,21  | 1      | Frontage Road                                                                       | |
| Bexar         | San Antonio      | 1,88  | 3,03  | 2      | FM 2436 (en) (Old Pearsall Road)                                                    | |
| Bexar         | San Antonio      | 3,47  | 5,58  | 3A     | Ray Ellison Boulevard                                                               | Indiqué sortie 3 en direction nord                                                                                             |
| Bexar         | San Antonio      | 4,23  | 6,81  | 3B     | Medina Base Road                                                                    | Sortie en direction nord via sortie 3                                                                                          |
| Bexar         | San Antonio      | 4,93  | 7,93  | 4      | Valley Hi Drive – Lackland AFB                                                      | |
| Bexar         | San Antonio      | 6,18  | 9,95  | 6      | US 90 (Cleto Rodriguez Freeway) – San Antonio, Del Rio                              | |
| Bexar         | San Antonio      | 7,61  | 12,25 | 7      | Marbach Road                                                                        | Indiqué sortie 8 en direction sud                                                                                              |
| Bexar         | San Antonio      | 8,80  | 14,16 | 9A     | SH 151 (en) (Stotzer Freeway) – SeaWorld                                            | Indiqué sortie 9 en direction nord                                                                                             |
| Bexar         | San Antonio      | 9,51  | 15,30 | 9B     | West Military Drive                                                                 | Sortie direction sud, entrée direction nord                                                                                    |
| Bexar         | San Antonio      | 10,41 | 16,75 | 10     | Culebra Road                                                                        | |
| Bexar         | San Antonio      | 11,53 | 18,56 | 11     | Ingram Road                                                                         | |
| Bexar         | San Antonio      | 12,84 | 20,66 | 12     | Exchange Parkway                                                                    | Sortie et entrée en direction sud                                                                                              |
| Bexar         | San Antonio      | 13,16 | 21,18 | 13A    | SH 16 (en) nord / Spur 421 (en) (Bandera Road) – Leon Valley, San Antonio           | Terminus nord du multiplex avec SH 16; indiqué sortie 13A et 13B (nord) en direction ouest; indiqué sortie 13 en direction est |
| Bexar         | San Antonio      | 13,62 | 21,92 | 13B    | Evers Road                                                                          | Sortie en direction est via sortie 13; sortie direction ouest, entrée direction est; sortie direction ouest via sortie 14A     |
| Bexar         | San Antonio      | 14,30 | 23,01 | 14A    | Summit Parkway                                                                      | Sortie et entrée en direction ouest                                                                                            |
| Bexar         | San Antonio      | 14,80 | 23,82 | 14B    | Callaghan Road                                                                      | Indiqué sortie 14 en direction est                                                                                             |
| Bexar         | San Antonio      | 15,21 | 24,48 | 14C    | Babcock Road                                                                        | Sortie en direction est via sortie 14                                                                                          |
| Bexar         | San Antonio      | 16,08 | 25,88 | 15     | Loop 345 (en) (Fredericksburg Road) – Balcones Heights                              | |
| Bexar         | San Antonio      | 16,69 | 26,86 | 16     | I-10 / US 87 (McDermott Freeway) – San Antonio, El Paso                             | Sortie 564 de l'I-10 |
| Bexar         | San Antonio      | 17,19 | 27,66 | 17A    | Cherry Ridge Drive                                                                  | Sortie direction est, entrée direction ouest; sortie direction ouest via sortie 17                                             |
| Bexar         | San Antonio      | 17,82 | 28,68 | 17B    | Vance Jackson Road                                                                  | Indiqué sortie 17 en direction ouest                                                                                           |
| Bexar         | Castle Hills     | 18,37 | 29,56 | 18     | Jackson-Keller Road, West Avenue                                                    | |
| Bexar         | Castle Hills     | 18,92 | 30,45 | 19A    | Honeysuckle Lane                                                                    | Sortie en direction est via sortie 18                                                                                          |
| Bexar         | Castle Hills     | 19,34 | 31,12 | 19B    | FM 1535 (en) (Military Highway) – Castle Hills                                      | Indiqué sortie 19 en direction est                                                                                             |
| Bexar         | Castle Hills     | 19,70 | 31,70 | 19     | FM 2696 (en) (Blanco Road)                                                          | Sortie en direction ouest via sortie 20A                                                                                       |
| Bexar         | San Antonio      | 20,15 | 32,43 | 20A    | Spur 537 (en) nord (San Pedro Avenue)                                               | Indiqué sortie 20 en direction est                                                                                             |
| Bexar         | San Antonio      | 20,60 | 33,15 | 20B    | McCullough Avenue                                                                   | Sortie en direction est via sortie 20                                                                                          |
| Bexar         | San Antonio      | 21,31 | 34,30 | 21A    | US 281 (McAlister Freeway) – Johnson City, Centre-ville                             | |
| Bexar         | San Antonio      | 21,49 | 34,58 | 21     | Airport Boulevard, Wetmore Road – Aéroport international de San Antonio             | Indiqué sortie 21B en direction est                                                                                            |
| Bexar         | San Antonio      | 22,27 | 35,84 | 22     | Broadway Street                                                                     | Pas d'entrée en direction est                                                                                                  |
| Bexar         | San Antonio      | 23,02 | 37,05 | 23     | Nacogdoches Road                                                                    | Pas d'entrée en direction ouest; sortie en direction ouest via sortie 24                                                       |
| Bexar         | San Antonio      | 23,83 | 38,35 | 24     | Harry Wurzbach Road – Fort Sam Houston                                              | |
| Bexar         | San Antonio      | 24,78 | 39,88 | 25A    | Starcrest Drive                                                                     | Indiqué sortie 25 en direction est                                                                                             |
| Bexar         | San Antonio      | 25,49 | 41,02 | 25B    | FM 2252 (en) (Perrin-Beitel Road)                                                   | Sortie en direction est via sortie 25                                                                                          |
| Bexar         | San Antonio      | 25,98 | 41,81 | 26A    | Loop 368 (en) sud – Alamo Heights                                                   | Indiqué sortie 26 en direction ouest                                                                                           |
| Bexar         | San Antonio      | 26,50 | 42,65 | 26B    | Interchange Parkway, Perrin Creek Drive                                             | Sortie direction est, entrée direction ouest                                                                                   |
| Bexar         | San Antonio      | 26,60 | 42,81 | 27     | I-35 nord (Pan Am Expressway) – Austin                                              | Terminus nord du multiplex avec I-35; indiqué sortie 166 en direction nord; autoroute utilise les numéros de sortie de l'I-35  |
| Bexar         | San Antonio      | 26,70 | 42,97 | 166A   | Randolph Boulevard – Windcrest                                                      | Sortie direction nord, entrée direction sud                                                                                    |
| Bexar         | San Antonio      | 27,22 | 43,81 | 165    | FM 1976 (en) (Walzem Road)                                                          | |
| Bexar         | San Antonio      | 28,19 | 45,37 | 164B   | Eisenhauer Road                                                                     | |
| Bexar         | San Antonio      | 29,82 | 47,99 | 163    | I-35 sud (Pan Am Expressway) – Centre-ville                                         | Sortie à gauche en direction nord, entrée direction sud                                                                        |
| Bexar         | San Antonio      | 29,07 | 46,78 | 30     | Rittiman Road, Space Center Drive                                                   | Sortie et entrée en direction nord                                                                                             |
| Bexar         | San Antonio      | 30,71 | 49,42 | 30     | Binz-Engleman Road                                                                  | Sortie direction sud, entrée direction nord                                                                                    |
| Bexar         | San Antonio      | 30,77 | 49,52 | 31A    | FM 78 (en) – Kirby                                                                  | Indiqué sortie 32 en direction nord                                                                                            |
| Bexar         | San Antonio      | 31,35 | 50,45 | 31     | I-35 sud (Pan Am Expressway) / Binz-Engleman Road – San Antonio                     | Sortie à gauche direction nord et entrée direction sud                                                                         |
| Bexar         | San Antonio      | 31,58 | 50,82 | 31B    | Loop 13 (en) (W. W. White Road)                                                     | Pas de sortie en direction nord                                                                                                |
| Bexar         | San Antonio      | 32,35 | 52,06 | 32     | Dietrich Road                                                                       | Sortie en direction sud seulement                                                                                              |
| Bexar         | San Antonio      | 32,79 | 52,77 | 33     | I-10 (Lopez Freewa) / US 90 / SH 130 (en) nord – Centre-ville, Seguin, Houston      | Terminus nord du multiplex avec SH 130; sortie 581 de l'I-10                                                                   |
| Bexar         | San Antonio      | 33,66 | 54,17 | 34     | FM 1346 (en) (East Houston Street)                                                  | |
| Bexar         | San Antonio      | 35,39 | 56,95 | 35     | US 87 (Rigsby Avenue) – Victoria, La Vernia                                         | |
| Bexar         | San Antonio      | 37,22 | 59,90 | 37     | Southcross Boulevard / New Sulphur Springs Road, Sinclair Road                      | |
| Bexar         | San Antonio      | 38,54 | 62,02 | 39     | Spur 117 (en) (W. W. White Road)                                                    | |
| Bexar         | San Antonio      | 40,54 | 65,24 | 41     | I-37 / US 281 nord (Adams Freeway) – San Antonio, Corpus Christi                    | Terminus est du multiplex avec US 281; sortie 133 de l'I-37                                                                    |
| Bexar         | San Antonio      | 41,29 | 66,45 | 42     | Spur 122 (en) (South Presa Street) / Southton Road                                  | |
| Bexar         | San Antonio      | 43,21 | 69,54 | 43     | Espada Road – San Antonio Missions National Historical Park                         | Sortie en direction ouest via sortie 44                                                                                        |
| Bexar         | San Antonio      | 44,37 | 71,41 | 44     | US 281 sud / Spur 536 (en) (Roosevelt Avenue) – Pleasanton                          | Terminus ouest du multiplex avec US 281                                                                                        |
| Bexar         | San Antonio      | 45,94 | 73,93 | 46     | Moursund Boulevard                                                                  | |
| Bexar         | San Antonio      | 47,22 | 75,99 | 47     | University Way – Texas A&M University–San Antonio                                   | Sortie et entrée en direction est                                                                                              |
| Bexar         | San Antonio      | 47,69 | 76,75 | 48     | Zarzamora Street                                                                    | |
| Bexar         | San Antonio      | 48,92 | 78,73 | 49     | SH 16 (en) sud (Palo Alto Road) / Spur 422 (en) (Poteet-Jordanton Freeway) – Poteet | Terminus est du multiplex avec SH 16                                                                                           |
| Bexar         | San Antonio      | 51,32 | 82,59 | 51     | FM 2790 (en) (Somerset Road)                                                        | |
| Bexar         | San Antonio      | 52,30 | 84,17 | 53     | I-35 (Pan Am Expressway) – San Antonio, Laredo                                      | Terminus sud du multiplex avec SH 130; sortie 145A de l'I-35                                                                   |
| Bexar         | San Antonio      | 0,00  | 0,00  | 53     | I-35 (Pan Am Expressway) – San Antonio, Laredo                                      | Terminus sud du multiplex avec SH 130; sortie 145A de l'I-35                                                                   |
|               | Fin de multiplex |       |       |        |                                                                                     | |
|               | Accès incomplet  |       |       |        |                                                                                     | |